# Тимашівка
Тимаші́вка (до 1948 року — Джани́-Кесе́к; крим. Cañı Kesek) — село Курманського району Автономної Республіки Крим.
Відстань від райцентру до населеного пункта становить 14 кілометрів по прямій.